# Kanaipur
Kanaipur é uma vila no distrito de Hugli, no estado indiano de Bengala Ocidental.

## Demografia
Segundo o censo de 2001, Kanaipur tinha uma população de 6298 habitantes. Os indivíduos do sexo masculino constituem 51% da população e os do sexo feminino 49%. Kanaipur tem uma taxa de literacia de 81%, superior à média nacional de 59,5%: a literacia no sexo masculino é de 84% e no sexo feminino é de 79%. Em Kanaipur, 10% da população está abaixo dos 6 anos de idade.